# Лесечко, Михаил Авксентьевич
Михаи́л Авксе́нтьевич Лесе́чко (3 (16) октября 1909 года, Александровск, ныне Запорожье Российская империя, — 21 января 1984 года, Москва) — советский государственный деятель. Член ЦК КПСС в 1961—1981 гг., депутат Верховного Совета СССР 6 — 10 созывов.

## Биография
Родился в семье рабочего.

### Образование
1934 — Московский авиационный институт

### Этапы жизни
- 1924—1932 — токарь на Херсонском заводе им. Г. И. Петровского
- 1932—1936 — технолог завода, заведующий комбинатом по производству авиационных двигателей Московского авиационного института, одновременно с этим студент вечернего отделения института.
- 1936—1942 — начальник цеха, заместитель главного инженера авиационного завода
- 1942—1946 — заместитель начальника Главного управления Наркомата авиационной промышленности СССР
- 1946—1948 — в аппарате Технического совета по механизации при Совете Министров СССР
- 1948—1954 — директор и начальник специального конструкторского бюро Московского завода счётно-аналитических машин
- 1954—1956 — первый заместитель Министра машиностроения и приборостроения СССР
- 1956—1957 — Министр приборостроения и средств автоматизации СССР
- 1957—1958 — заместитель Председателя Госплана УССР — Министр УССР
- 1958—1962 — первый заместитель Председателя Госплана СССР — Министр СССР, одновременно в 1960—1962 гг. — Председатель комиссии Президиума Совета Министров СССР по внешнеэкономическим вопросам
- 1962—1980 — заместитель Председателя Совета Министров СССР и, одновременно, в 1962—1977 гг. постоянный представитель СССР в СЭВ

С 1980 — персональный пенсионер союзного значения.
Похоронен на Новодевичьем кладбище.

### Партийная жизнь
- Член КПСС с 1940

- 1961 — Делегат XXII съезда КПСС
- 1966 — Делегат XXIII съезда КПСС
- 1971 — Делегат XXIV съезда КПСС
- 1976 — Делегат XXV съезда КПСС

Член ЦК КПСС (1961—1981).

## Награды
- Лауреат Сталинской премии (1954)
- четыре ордена Ленина
- орден Трудового Красного Знамени
- орден Красной Звезды
- Почётный гражданин города Бельцы и других городов